# Peter von Spreckelsen (Bürgermeister)
Peter von Spreckelsen (* um 1494 in Hamburg; † 17. Juni 1553 ebenda) war ein deutscher Jurist, Ratsherr und Bürgermeister in Hamburg.

## Leben und Wirken
Spreckelsen wurde um 1494 in Hamburg geboren. Er studierte Jurisprudenz und schloss sein Studium als Lizenziat beider Rechte, des kanonischen und weltlichen Rechts, ab.
Im Jahr 1522 gehörte Spreckelsen zu den Vertretern des Kirchspiels Sankt Nikolai, die mit dem Domkapitel über die Eingriffe des Scholastikers Heinrich Banzkow diskutierten. Der Streit war ausgelöst worden, nachdem Banzkow, gegen den Willen der Bürger des Kirchspiels, einen eigenen Schulmeister an der Kirchenschule von Sankt Nikolai hatte einführen wollen. Banzkow hatte mit einer Strafe gegen die Juraten gedroht. Das Domkapitel einigte sich aber am 3. September 1522 mit dem Rat. Spreckelsen wurde im folgenden Jahr zum Ratsherrn gewählt.
Im Jahr 1529 wurde Spreckelsen zusammen mit dem damaligen Ratsherrn und späteren Bürgermeister Ditmar Koel die Auflösung des im Jahr 1236 gegründeten Dominikaner-Klosters Sankt Johannis am heutigen Rathausmarkt aufgetragen. In das Klostergebäude zogen die Konventualinnen des ehemaligen Nonnenklosters Herwardeshude und die 1529 neu gegründete Gelehrtenschule des Johanneums ein.
In den Jahren 1534 und 1535 wurde Spreckelsen als Ratssyndicus zu Friedensverhandlungen zwischen Dänemark und Lübeck während der sogenannten Grafenfehde gesandt (siehe Frieden von Stockelsdorf).
Am 12. September 1535 beschlagnahmte Spreckelsen das Landhaus von Peter Salsborg, dem Bruder des Bürgermeisters Hinrich Salsborg († 1534), in Eimsbüttel. Kurz vorher hatte Spreckelsen in vierter Ehe Adelheid vom Rhyne († 1546), die Witwe des Bürgermeisters Salsborg, geheiratet. Es wird sich bei diesem Vorfall also wohl um Erbstreitigkeiten gehandelt haben. Das eingenommene Haus wurde später vom Rat dem Bruder des inzwischen verstorbenen Peter Salsborg, Albert Salsborg, zugesprochen.
Am 25. Januar 1539 wurde Spreckelsen zum Bürgermeister gewählt. Als Bürgermeister reiste er 1544 auf den Reichstag zu Speyer. Für Hamburg setzte er hier die friedliche Befreiung der hamburgischen Schiffe durch, welche von König Christian III. von Dänemark an der Unterelbe bei Glückstadt aufgehalten worden waren.
Im Jahr 1551 nahmen Spreckelsen, der Ratsherr und spätere Bürgermeister Lorenz Niebur († 1580) und der Ratssekretär und spätere Bürgermeister Nicolaus Vögeler (1525–1587) am Tag der wendischen Städte in Lübeck teil. Hier einigte man sich auf die Wahrung der Neutralität bezüglich der Durchsetzung des Augsburger Interims durch Kaiser Karl V. Vorher hatte Kurfürst Moritz von Sachsen die Stadt Magdeburg besetzt, welche sich geweigert hatte das Interim anzuerkennen. Kaiser Karl V. hatte daraufhin seinen Rat Wilhelm Böcklin von Böcklinsau († 1585) an die norddeutschen Städte gesandt und forderte diese dazu auf das Interim anzuerkennen.
Im Jahr 1553 trat Spreckelsen krankheitsbedingt als Bürgermeister zurück und starb kurze Zeit später.

## Familie
Spreckelsen war ein Sohn des Bürgermeisters Johann von Spreckelsen († 1517) aus dessen Ehe mit Gertrud Schulte.
Er ging insgesamt fünf Ehen ein und hinterließ mehrere Kinder:
1. ⚭ Gesche Berendes († 1522)
  1. Gesche
  2. Johann († 1560)[10], Oberalter an Sankt Nikolai ⚭ Lucia Barschampe, Tochter von Vincent Barschampe
2. ⚭ Margaretha Hanses († 1532)
3. ⚭ Gesche Borgentrick († 1534)
  1. Elisabeth ⚭ Hinrich von Tzeven
4. ⚭ Adelheid vom Rhyne († 1546), Tochter des Bürgermeisters Barthold vom Rhyne († 1526)[11] und Witwe des Bürgermeisters Hinrich Salsborg († 1534)
  1. Barthold
  2. Margaretha ⚭ Hermann Moller (vom Adlerklau) († 1610)[12][13], Hamburger Ratsherr
  3. Catharina 1.⚭ Reineke Weland und 2.⚭ Dietrich Hartmann
  4. Gesche ⚭ Diedrich Moller vom Baum, Kirchgeschworener an Sankt Nikolai[14]
  5. Peter ⚭ Lucia Schlotmacker
    1. Peter, Bürgermeister in Reval ⚭ Elisabeth (Elsgen) Breitholtz († 1655) a. Saue und Sack 1647, Tochter des Bürgermeisters in Reval Moritz Bre(i)tholtz († 1693) und Elseke Hettermann († 1603 Reval) (~ 2° Remmert v. Scharenberch [v. Scharenberg] a. Gr. Sausz, Bürgermeister in Reval [~ 1° Gerdrut Vegesack]).

  6. Hartich ⚭ Catharina Matthiessen, Tochter des Hamburger Ratsherrn Henning Matthiessen († 1565)
  7. Hermann ⚭ Cecilia Nigel
5. ⚭ Margareta von Tzeven († 1565), Tochter des Bürgermeisters Erich von Tzeven († 1504)[15]
  1. Lucia († 1634) ⚭ Caspar Moller (vom Baum) (1549–1610), Hamburger Ratsherr und Amtmann in Ritzebüttel
  2. Heinrich († 1604), Hamburger Ratsherr ⚭ Catharina Hackmann, Tochter des Bürgermeisters Albert Hackmann (1520–1580)[16]